# Arthur Roche

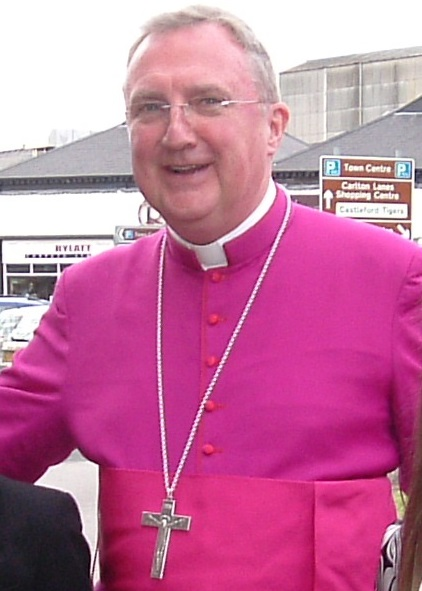
Arthur Roche (Juni 2008)

Kardinalswappen

Arthur Kardinal Roche (* 6. März 1950 in Batley Carr, West Riding of Yorkshire, Vereinigtes Königreich) ist ein Kurienkardinal der römisch-katholischen Kirche und Präfekt des Dikasteriums für den Gottesdienst und die Sakramentenordnung.

## Leben
Arthur Roche besuchte die St. Joseph’s Primary School, die St. John Fisher High School in Dewsbury und die Christleton High School. 1969 wurde er nach Spanien an das St. Alban’s College in Valladolid entsandt. Roche studierte von 1969 bis 1975 Katholische Theologie an der Päpstlichen Universität Comillas. Anschließend kehrte er in sein Heimatbistum zurück und empfing am 19. Juli 1975 durch den Bischof von Leeds, William Gordon Wheeler, das Sakrament der Priesterweihe.
Arthur Roche war als Assistenz-Priester in der Holy Rood Parish in Barnsley tätig. 1978 wurde er Privatsekretär von Bischof William Gordon Wheeler und 1979 zudem Vizekanzler des Bistums Leeds sowie Kaplan der St. John Bosco School. Roche organisierte im Mai 1982 den Besuch von Papst Johannes Paul II. in York. Von 1982 bis 1989 war Arthur Roche an der St. Anne’s Cathedral in Leeds tätig und von 1986 bis 1991 war er Sekretär für die Finanzen des Bistums Leeds. Im Januar 1989 wurde Roche zusätzlich Pfarrer der St. Wilfrid’s Parish in Leeds. 1991 wurde er für weiterführende Studien im Fach Katholische Theologie nach Rom an die Päpstliche Universität Gregoriana entsandt. In dieser Zeit lebte Arthur Roche im Päpstlichen Englischen Kolleg. Roche erwarb das Lizenziat der Katholischen Theologie. 1992 wurde er Spiritual des Päpstlichen Englischen Kollegs. Von April 1996 bis April 2002 war Arthur Roche Generalsekretär der Bischofskonferenz von England und Wales. In dieser Zeit erhob ihn Papst Johannes Paul II. zum Päpstlichen Ehrenprälaten.
Am 12. April 2001 ernannte ihn Papst Johannes Paul II. zum Titularbischof von Rusticiana und bestellte ihn zum Weihbischof in Westminster. Die Bischofsweihe spendete ihm am 10. Mai 2001 der Erzbischof von Westminster, Cormac Kardinal Murphy-O’Connor, in der Westminster Cathedral; Mitkonsekratoren waren der Bischof von Leeds, David Konstant, und der emeritierte Weihbischof in Westminster, Victor Guazzelli. In der Zeit als Weihbischof war Arthur Roche Vorsitzender des Komitees für pastorale Angelegenheiten im Erzbistum Westminster und des Komitees für Finanzen sowie der Catholic Children’s Society in Westminster.
Am 16. Juli 2002 ernannte ihn Papst Johannes Paul II. zum Koadjutorbischof von Leeds. Mit der Annahme des aus Gesundheitsgründen von Bischof David Konstant vorgebrachten Rücktrittsgesuches durch Papst Johannes Paul II. am 7. April 2004 folgte Arthur Roche Konstant als Bischof von Leeds nach.
Ab 2002 war Roche Vorsitzender der Internationalen Kommission für Englisch in der Liturgie und ab 2004 Vorsitzender des Department of Christian Life and Worship. Zudem war Arthur Roche Mitglied des Ständigen Ausschusses der Bischofskonferenz von England und Wales. Er war Verantwortlicher für die Englischen Kollegs in Rom und Valladolid.
2009 wurde Arthur Roche von Kardinal-Großmeister John Patrick Foley zum Ritter des Ritterordens vom Heiligen Grab zu Jerusalem ernannt und am 5. Dezember 2009 in der Kathedrale von Southwark in London durch Bischof Kevin McDonald, Großprior der Statthalterei England und Wales, in den Päpstlichen Laienorden investiert.
Am 26. Juni 2012 wurde er von Papst Benedikt XVI. in Nachfolge von Kurienerzbischof Joseph Augustine Di Noia OP zum Sekretär der Kongregation für den Gottesdienst und die Sakramentenordnung ernannt. Zudem wurde er in den Rang eines Erzbischofs erhoben.
Am 29. Juli 2019 berief ihn Papst Franziskus zum Mitglied der Berufungskommission für schwerwiegende Strafsachen, deren Entscheidung der Glaubenskongregation vorbehalten ist.
Papst Franziskus ernannte ihn am 27. Mai 2021 zum Präfekten der Kongregation für den Gottesdienst und die Sakramentenordnung und am 11. Dezember 2021 zum Mitglied der Kongregation für die Evangelisierung der Völker (seit 2022: Dikasterium für die Evangelisierung) sowie am 13. Juli desselben Jahres zum Mitglied des Dikasteriums für die Bischöfe.
Im Konsistorium vom 27. August 2022 nahm ihn Papst Franziskus als Kardinaldiakon mit der Titeldiakonie San Saba in das Kardinalskollegium auf. Die Besitzergreifung seiner Titeldiakonie fand am 4. Dezember 2022 statt. Nach dem Tod von Papst Franziskus nahm Kardinal Roche am Konklave 2025 teil.
Am 7. Oktober 2022 berief ihn Papst Franziskus zudem zum Mitglied des Dikasteriums für die Kultur und die Bildung sowie am 25. Februar 2023 zum Mitglied der Päpstlichen Kommission für den Staat der Vatikanstadt.
Am 24. Juni 2025 berief ihn Papst Leo XIV. zum Mitglied des Dikasteriums für die Institute geweihten Lebens und für die Gesellschaften apostolischen Lebens.